# Cumbres Verdes
Cumbres Verdes es una localidad y pedanía española perteneciente al municipio de La Zubia, en la provincia de Granada. Está situada en la parte meridional de la comarca de la Vega de Granada, en pleno parque natural de Sierra Nevada. Cerca de esta localidad se encuentran los núcleos de Barrio de la Vega, Cájar y Gójar.

## Demografía
Según el Instituto Nacional de Estadística de España, en el año 2012 Cumbres Verdes contaba con 162 habitantes censados, de los cuales 83 eran varones y 79 mujeres.

### Evolución de la población
| Gráfica de evolución demográfica de Cumbres Verdes entre 2002 y 2012 |
|                                                                      |
| Datos según el nomenclátor publicado por el INE.                     |